# Pfarrkirche Schwarzenbach an der Gölsen

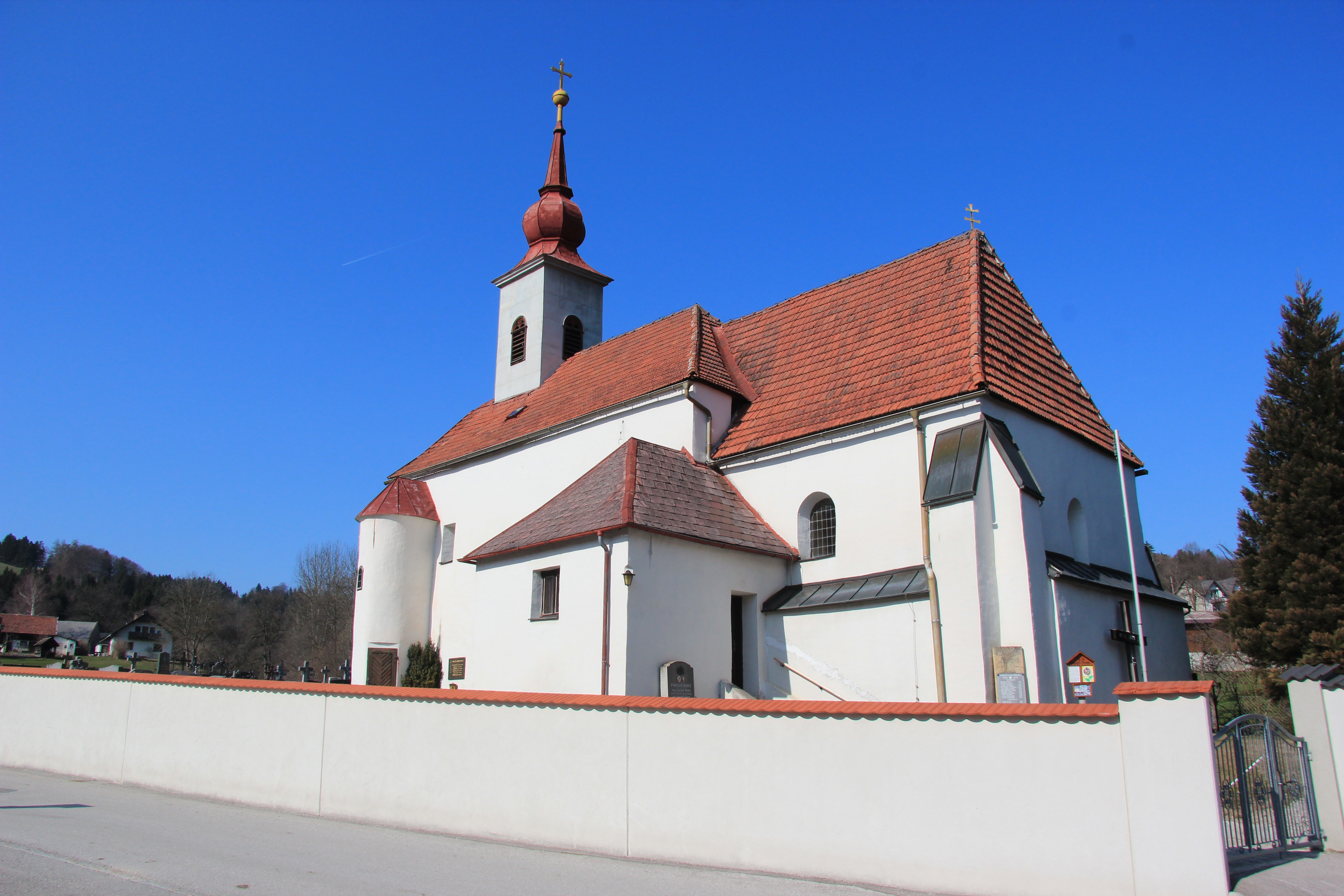
Katholische Pfarrkirche Hll. Petrus und Paulus in Schwarzenbach an der Gölsen

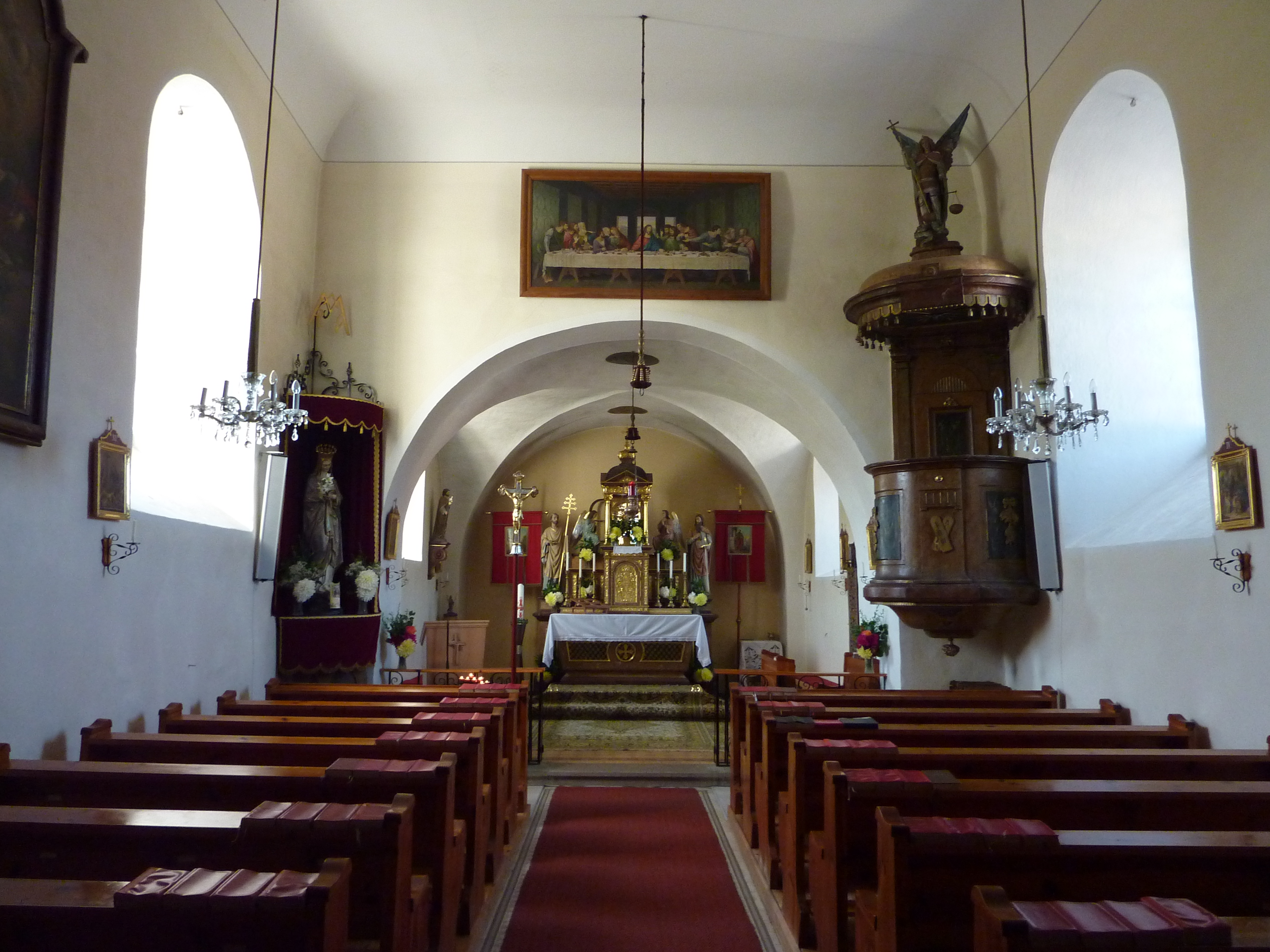
Langhaus, Blick zum Chor
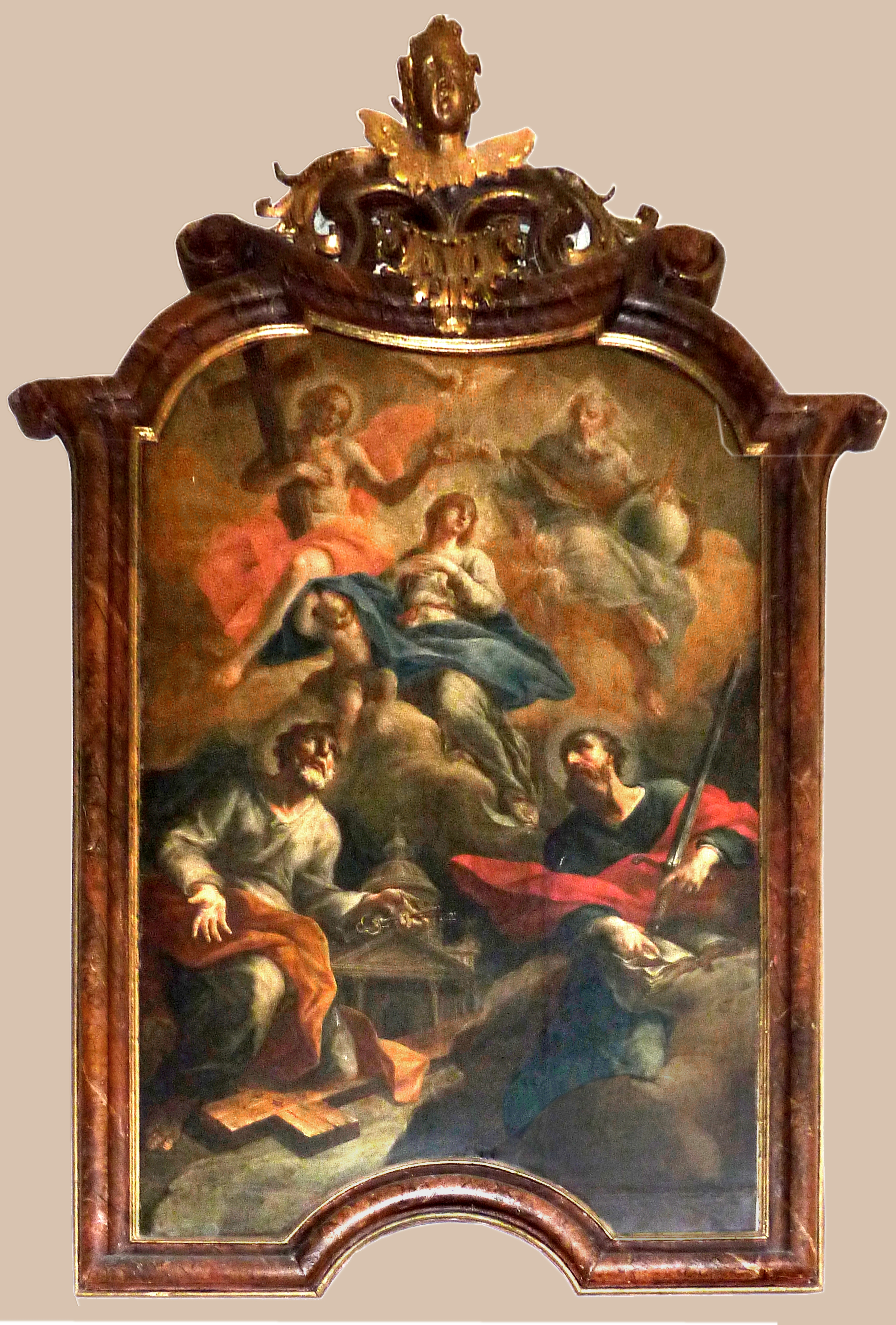
Altarblatt

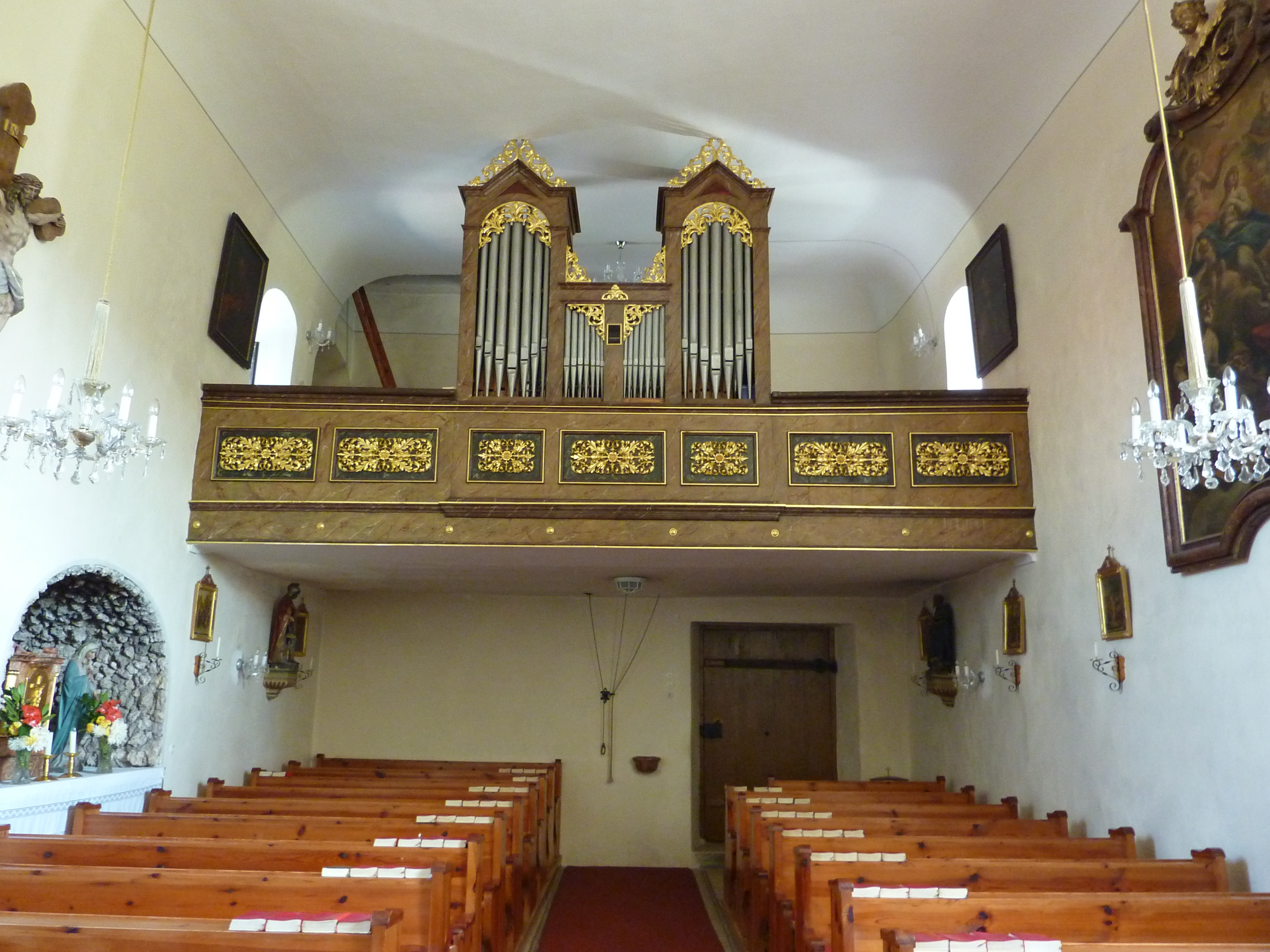
Langhaus, Blick zur Empore

Die römisch-katholische Pfarrkirche Schwarzenbach an der Gölsen steht etwas erhöht in der Ortsmitte von Schwarzenbach an der Gölsen der Marktgemeinde St. Veit an der Gölsen im Bezirk Lilienfeld in Niederösterreich. Die nach den Heiligen Peter und Paul benannte Kirche gehört zum Dekanat Lilienfeld in der Diözese St. Pölten. Die Kirche und der Friedhof stehen unter Denkmalschutz (Listeneintrag).

## Geschichte
Die Filiale der Pfarrkirche St. Veit an der Gölsen wurde 1784 eigene Pfarre und dem Stift Göttweig inkorporiert.

## Architektur
Die im Kern romanische und barockisierte Saalkirche mit einem Chor und einem Dachreiter ist von einem Friedhof teils mit Ummauerung umgeben.
Das ursprüngliche Gebäude hat Eckverstärkungen und wuchtige Strebepfeiler an der West- und Nordseite. Die jüngeren Anbauten, südlich die Sakristei, nördlich eine Aufbahrungskammer, westlich der Portalvorbau bilden eine gestaffelte Anlage.
Das Langhaus ist innen von einer Flachdecke überspannt; der Chor hat ein Kreuzgratgewölbe; in den Kappen befinden sich Medaillons mit barockisierender Malerei der Vier Evangelisten. Das südliche Sakristeiportal hat ein gefeldertes Türblatt mit biedermeierlichen Beschlägen. Die hölzerne Empore wurde im 19. Jahrhundert erweitert.

## Einrichtung
Der frei stehende Hochaltar aus dem Ende des 19. Jahrhunderts in Neorenaissance-Formen mit Tabernakel und Expositorium als zweigeschoßigem Aufbau trägt seitlich die Statuen der Heiligen Petrus und Paulus. Im Langhaus hängt ein barockes Bild Mariä Krönung mit den Heiligen Petrus und Paulus zur Linken und zur Rechten, oben die Heilige Dreifaltigkeit, dargestellt in Jesus und Gottvater, die Maria die Krone aufsetzen, und darüber der Heilige Geist in Gestalt der Taube. Es ist das ehemalige Hochaltarbild von Johann Georg Schmidt aus der Zeit um 1720.
Die Orgel baute Max Jakob 1890.